# Løkken-Furreby (parochie)
Løkken-Furreby is een parochie van de Deense Volkskerk in de Deense gemeente Hjørring. De parochie maakt deel uit van het bisdom Aalborg en telt 1548 kerkleden op een bevolking van 1665 (2004). 
Historisch hoorde de parochie tot de herred Børglum.In 1970 werd het deel van de gemeente Løkken-Vrå, die in 2007 opging in de vergrote gemeente Hjørring.
De parochie heette oorspronkelijk enkel Furreby. De kerk van Furreby is ook veruit de oudste van de twee. Løkken was destijds niet meer dan een klein vissersdorp. Tegen het einde van de 19e eeuw begon Løkken Furreby echter te overschaduwen. In 1898 kreeg het een eigen kerk. Een zelfstandige parochie werd het echter niet.

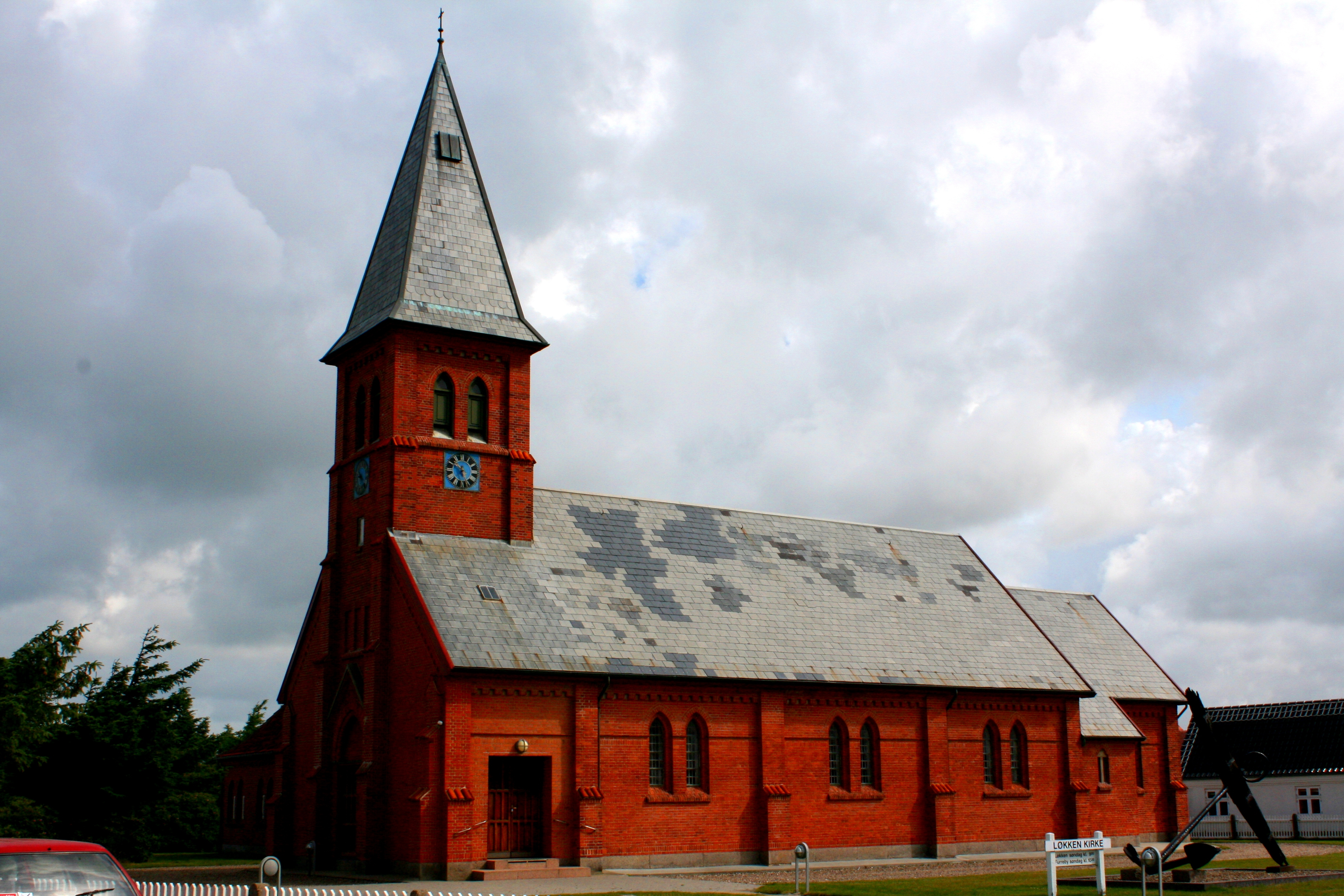
kerk van Løkken

Bistrup · Børglum · Em · Hæstrup · Harritslev · Jelstrup · Løkken-Furreby · Lyngby · Mårup · Rakkeby · Rubjerg · Sankt Catharinæ · Sankt Hans · Sankt Olai · Sejlstrup · Skallerup · Tårs · Vejby · Vennebjerg · Vrå · Vrejlev · Vrensted